# بیلی پول
بیلی پول (انگلیسی: Billy Poole؛ 1902 – 1964 (aged 62)) بازیکن فوتبال اهل بریتانیا بود.
از باشگاه‌هایی که در آن بازی کرده‌است می‌توان به باشگاه فوتبال استوک سیتی، باشگاه فوتبال یئوویل تاون، باشگاه فوتبال مرثر تاون، باشگاه فوتبال کیدرمینستر هاریرس، باشگاه فوتبال کاونتری سیتی، باشگاه فوتبال واتفورد، و باشگاه فوتبال والسال اشاره کرد.